# Messerschmitt KR200
Messerschmitt KR175 и Messerschmitt KR200 ―  трёхколёсные мотоколяски, Kabinenroller (мотороллер с кабиной), разработанные авиационным инженером Фрицем Фендом. С 1955 по 1964 год производились на заводе немецкой авиастроительной компании Messerschmitt.

## История
После окончания Второй мировой войны фирма «Мессершмитт», которой временно запретили производить самолёты, переключила свои ресурсы на производство товаров широкого потребления. 
В 1952 году Фриц Фенд обратился к Мессершмитту с идеей производства небольших моторных транспортных средств. За основу была взята его инвалидная мотоколяска Fend Flitzer.
Первой машиной Фенда, которую начали производить на заводе Мессершмитта в Регенсбурге, была KR175. Слово Kabinenroller переводится как «мотороллер с кабиной». Машины выпускались под названием и эмблемой "Мессершмитт". Для производства и продажи мотоколясок было создано отдельное юридическое лицо Regensburger Stahl- und Metallbau GmbH.
В 1955 году появилась обновлённая модель — KR200. В ней применялась такая же силовая рама, как и в KR175, но кузовные детали были переработаны (в особенности, колёсные арки в передних крыльях) и улучшен дизайн крыши. В целом конструкция KR200 была полностью переделана. Задняя подвеска и крепления двигателя были модифицированы, все три колеса получили гидравлические амортизаторы. Размер колёс был увеличен до 4.00×8.
В первый же год было продано 12000 KR200 по цене 2500 марок, что рассматривалось как быстрый успех, и это был самый большой объём продаж среди моделей Kabinenroller. Несмотря на заявленную мощность всего в 9,9 л. с. (7,4 кВт), максимальная скорость превышала 90 км/ч, что объясняется небольшим весом и низким аэродинамическим сопротивлением. Экспортная комплектация включала двухцветную покраску, крашеные колпаки, полную отделку салона, отопитель, часы и противосолнечный козырёк.
В 1956 году ФРГ вступила в НАТО. Вилли Мессершмитт вновь получил разрешение на производство самолётов и потерял интерес к машинам Фенда. Мессершмитт продал завод в Регенсбурге Фенду, который вместе с Валентином Кноттом, поставщиком тормозов и ступиц, открыл Fahrzeug- und Maschinenbau GmbH Regensburg (FMR) для того, чтобы продолжать производство KR200 и других транспортных средств.
В 1957 году была выпущена модель KR200 Kabrio с откидным тканевым верхом и фиксированными рамами бокового окна. Затем был выпущен KR201 Roadster с лобовым стеклом с уменьшенными стойками, с тканевым верхом, и съёмными боковыми стеклами из плексигласа. Последняя модель, KR200 Sport Roadster предлагалась уже без откидной верхнеподвесной двери, так что водитель должен был забираться в машину через борта. Этих машин было выпущено крайне мало и в настоящее время эта модель представляет коллекционный интерес.
Производство KR200 было значительно снижено в 1962 году и полностью остановлено в 1964 после падения продаж в течение нескольких лет. Спрос на предельно экономичные транспортные средства в Германии снизился вследствие быстрого роста немецкой экономики. Ситуация развивалась аналогично и в других частях Европы. Например, в Великобритании, крупнейшем экспортном направлении продаж KR200, продажи сильно упали вследствие возросшей популярности Mini. Всего было построено около 30 тысяч KR200.

### Суточный рекордный пробег

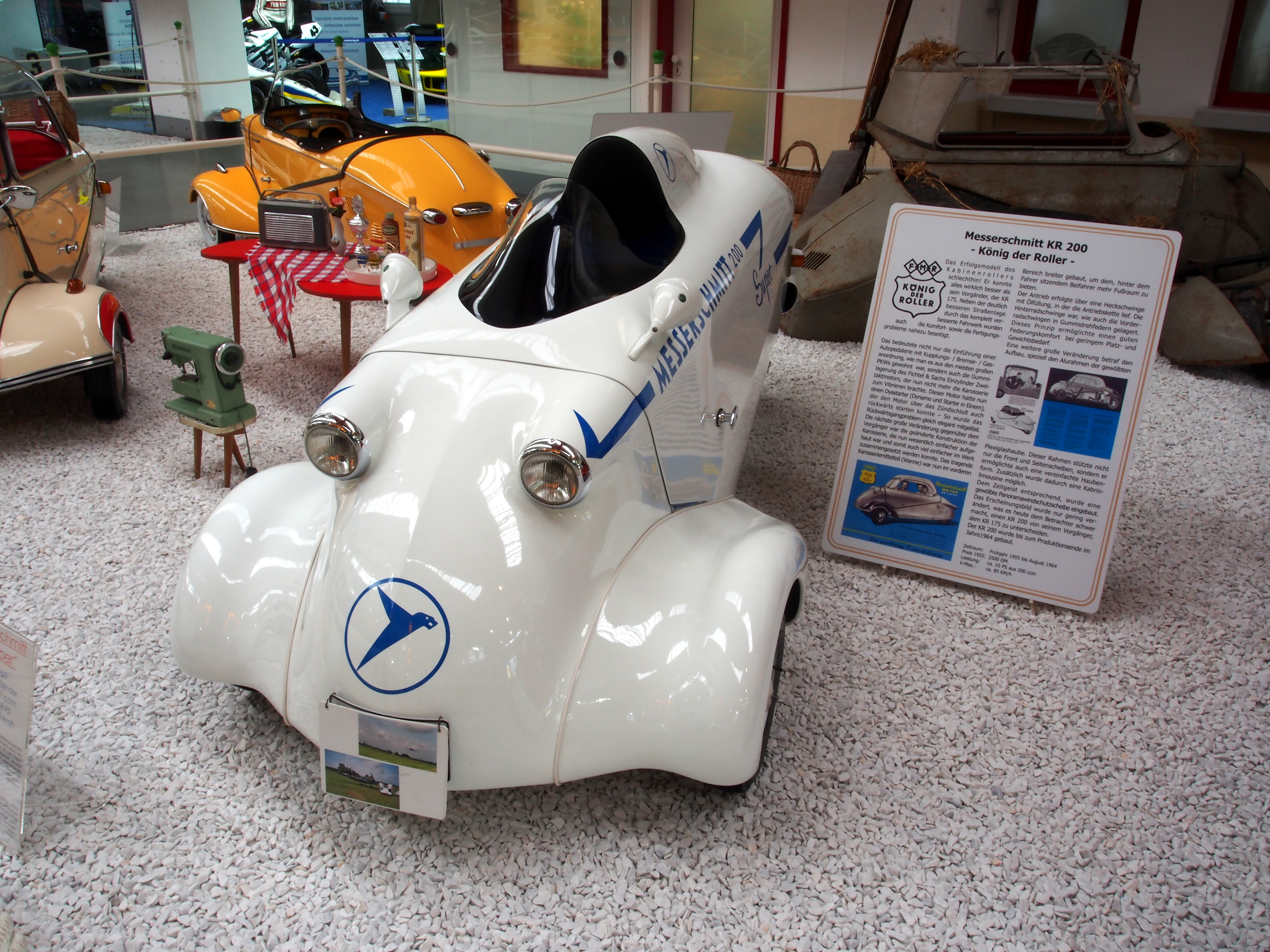
Рекордная машина Messerschmitt

Для того, чтобы подтвердить надёжность KR200, в 1955 году Мессершмитт подготовил машину к преодолению рекорда суточного пробега для трёхколёсных машин с объёмом двигателя до 250 кубических сантиметров. У рекордного автомобиля был специальный одноместный кузов с низким аэродинамическим сопротивлением и значительно модифицированный двигатель, однако подвеска, рулевое управление и тормоза были серийными. Тросики газа, тормоза и сцепления были продублированы. Заезд рекордного автомобиля состоялся 29—30 августа 1955 года на Хоккенхаймринге. Он продолжался 24 часа и побил 22 мировых рекорда скорости в своём классе, включая суточный рекорд скорости в 104 км/ч.

### Автомобиль технической помощи Мессершмитт
В фирме Messerschmitt изготовили заводскую модификацию машины технической помощи для нужд автосервиса. По своей концепции машина техпомощи была похожа на Harley-Davidson Servi-Car и на машину Dispatch Tow компании Indian. Машина техпомощи была оборудована съёмной жёсткой сцепкой, доработанной передней подвеской, чтобы установить жёсткую сцепку во время использования, а также устройством для хранения. Автомеханик мог приехать к машине клиента и, если она была управляемой, установить жёсткую сцепку спереди машины техпомощи, присоединив другой его конец к бамперу машины клиента, и отвезти машину клиента в гараж. По окончании обслуживания он мог приехать на машине обратно к клиенту, буксируя машину техпомощи, отсоединить её от машины клиента, и вернуться в гараж. Всего было собрано около 12 машин, из которых известно только об одной сохранившейся до настоящего времени.

## Характеристики
KR200 обладал несколькими уникальными свойствами для линейки KR и её четырёхколёсной модификацией FMR Tg500. Среди наиболее очевидных характеристик был внешний вид, а именно узкий кузов, прозрачная акриловая верхнеподвесная дверь и низкая посадка.
Последовательная посадка
Последовательная посадка позволила получить узкий кузов и соответственно, низкий передок, а также конусную форму как у самолётного фюзеляжа, и при этом длина была приемлемой. Двигатель мощностью 9,9 л. с. (7,4 кВт) разгонял KR200 до 105 км/ч. Заявленный расход топлива составлял 3,2 л на 100 км.
Последовательная посадка позволяла также центрировать массу автомобиля по продольной оси, что вместе с низким центром тяжести, малым весом и колёсами, разнесёнными по краям машины, давало KR200 хорошую управляемость. Ещё одним небольшим достоинством последовательной посадки было то, что не надо было изготавливать специальную экспортную версию для стран с левосторонним движением. Экспортная версия выпускалась, однако отличалась она только более дорогим экстерьером (см. выше).
Верхнеподвесная дверь

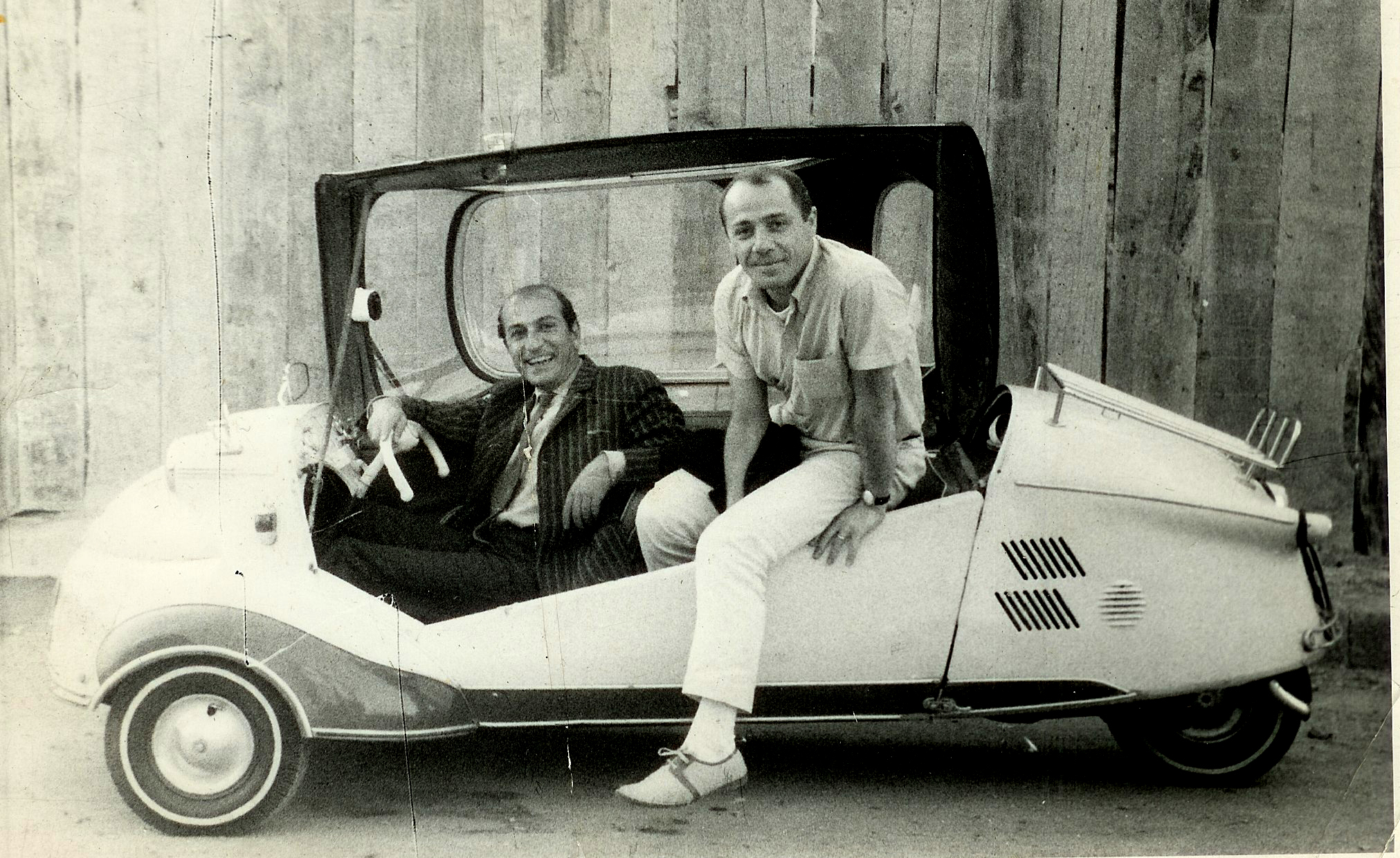
Messerschmitt Kabinenroller, 1968 год

Посадка в большинство моделей KR, кроме KR201 Sport Roadster и соответствующей версии Tg500, осуществлялась через откидную дверь, которая была закреплена на петле с правой стороны машины.  Дверь включала в себя все окна (лобовое стекло, оконные рамы на всех моделях кроме Roadster, складывающийся верх на моделях Roadster и Kabrio, акриловый колпак на других моделях) и рама, на которой всё это было установлено, простиралась от правого борта монокока до левого. На моделях Sport Roadster лобовое стекло было фиксированное, крыши не было, был только складной  тканевый мягкий тент.

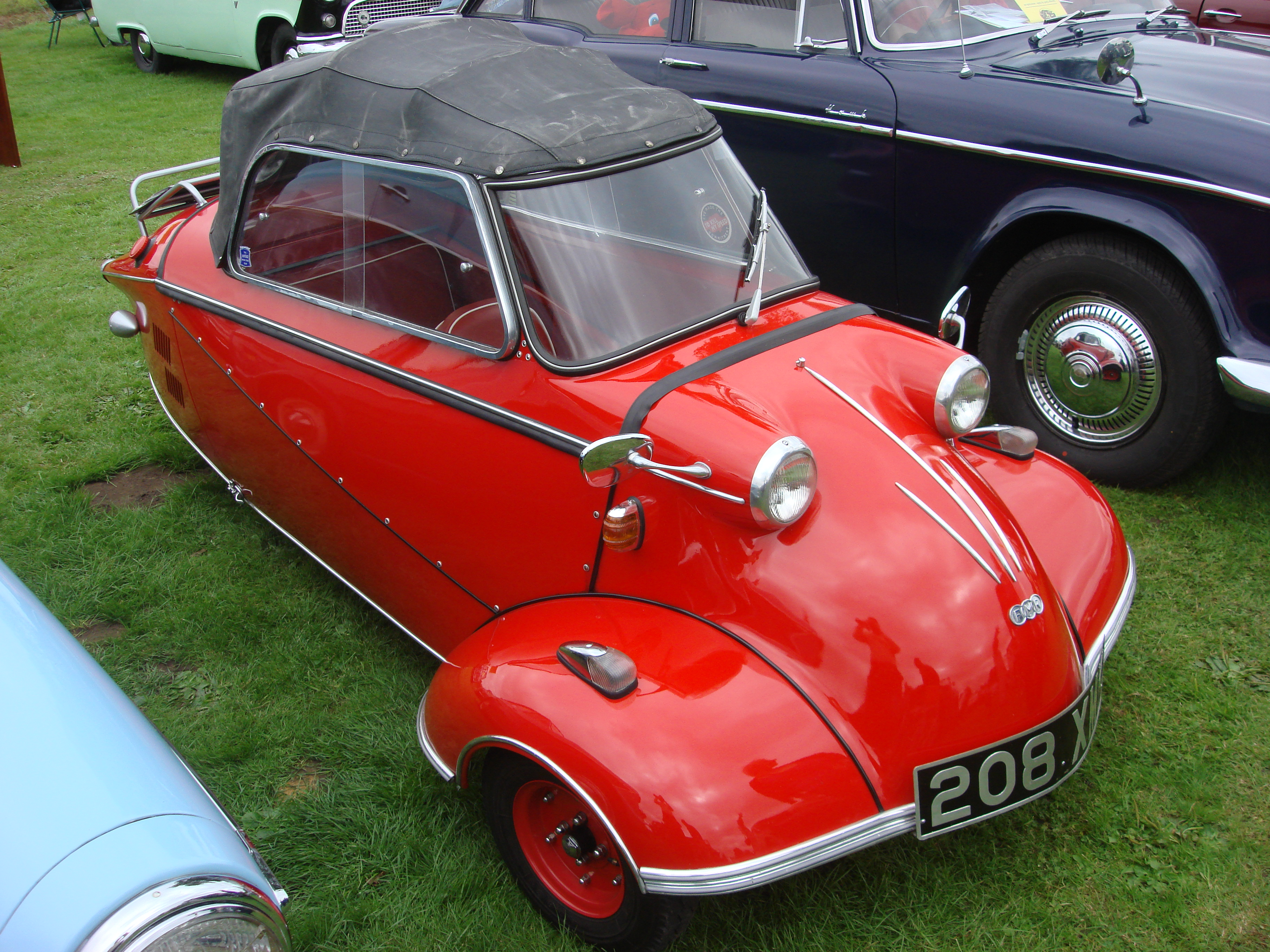
KR200 Kabrio. В этой версии вместо колпака установлен складной верх

Верх на KR200 был упрощён по сравнению с KR175 за счёт увеличенного лобового гнутого стекла, которое формировало переднюю стойку и раму бокового стекла. Это позволило сделать колпак более компактным и простым и, как следствие, он стал проще и дешевле в производстве. Стеклоочиститель на KR175 был с ручным приводом, а на KR200 — с электрическим.
Двигатель и трансмиссия
На KR200 был установлен бензиновый  одноцилиндровый двухтактный двигатель с принудительным воздушным охлаждением Fichtel & Sachs, объёмом 191 куб. см, расположенным перед задним колесом, сразу за пассажирским сидением. 
На автомобиле было две группы контактов замка зажигания. Для того, чтобы включить задний ход, двигатель надо было заглушить и затем запустить снова в противоположном направлении. Это достигалось поворотом ключа зажигания на одно положение дальше; часто это происходило случайно и двигатель машины запускался в противоположном направлении. Одним из "преимуществ" этого было то, что секвентальная коробка передач KR200 при движении задним ходом обеспечивала те же четыре передачи, что и при движении вперёд.
Управление

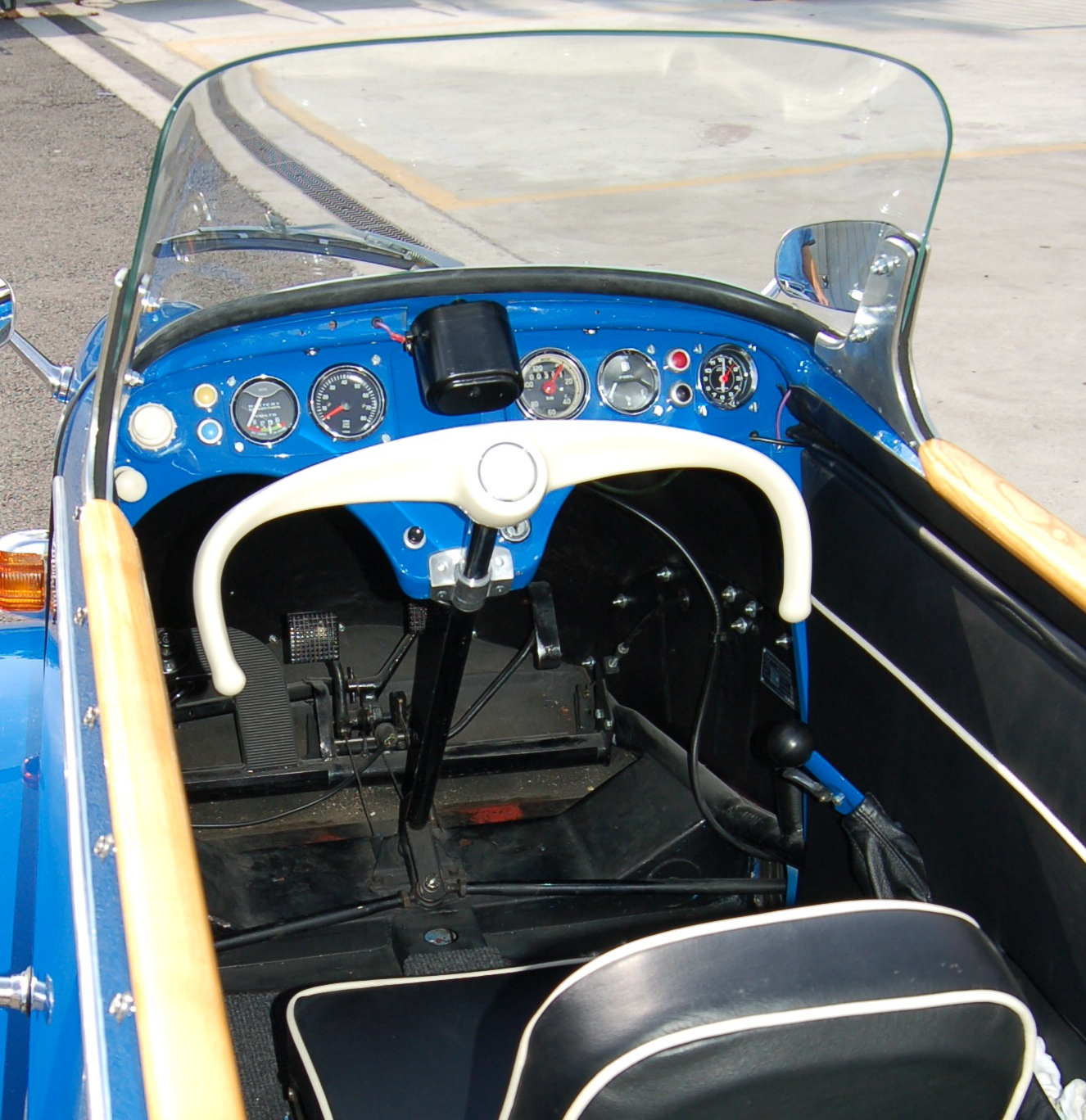
Приборы и управление KR201 Roadster

Помимо двухрежимного зажигания, у KR200 было рулевое управление, напоминающее самолётный штурвал. Для того, чтобы управлять KR200, водитель мог отклонять ручку управления относительно её горизонтальной оси от горизонтального положения (прямо) вместо того, чтобы вращать обычный руль. Механизм присоединялся непосредственно к рулевым тягам передних колёс и обладал высокой чувствительностью к небольшим движениям в отличие от других распространённых рулевых механизмов, которые оборудованы рулевым редуктором. На рычаге переключения передач находился дополнительный рычаг, который, будучи активирован, позволял включить нейтральную передачу независимо от того, какая передача была включена до этого. Однако для того, чтобы машина могла тронуться с места, нужно было снова включить первую передачу.
В отличие от KR175, Messerschmitt KR200 обладал полным набором педалей: сцепление, тормоз и газ. Тормозная система была механической и работала через тросы.

## Наследие
В Европе и США существуют автоклубы, которые всё ещё ценят эти машины, прежде всего, за оригинальность, а не за денежную ценность. Тем не менее, некоторые коллекционеры готовы заплатить более 20 000 € за «Schmitt» в хорошем состоянии. Приобретение запасных частей для KR200 возможно, включая колпак, который изготавливается из безопасного органического стекла.
Так, в 6 эпизоде 12 сезона телепрограммы "Махинаторы", ведущие программы смогли продать такой экземпляр за £25,000 (фунтов).
В фильме Семейка Аддамс на Messerschmitt передвигается Кузен Итт.

## Внешние ссылки
- Видео вождения KR200 на дороге общего пользования, показывающее реальное управление на поворотах и нескольких перекрёстках
- Видео работы двигателя KR200
- Британский клуб любителей Messerschmitt
- Немецкий клуб любителей Messerschmitt
- Модели Messerschmitt в масштабе
- Австралийский клуб любителей мотоколясок и скутеров